# كيث آدامز
كيث آدامز (6 يونيو 1932 في المملكة المتحدة - ) (بالإنجليزية: Keith Adams)‏ هو لاعب كريكت بريطاني. لعب مع نادي جامعة كامبريدج للكريكيت ‏.

## وصلات خارجية
- كيث آدامز على موقع إي آس بي آن كريك إنفو (الإنجليزية)